# Shangfu (köpinghuvudort i Kina, Jiangxi Sheng, lat 28,68, long 115,00)
Shangfu är en köpinghuvudort i Kina. Den ligger i provinsen Jiangxi, i den sydöstra delen av landet, omkring 86 kilometer väster om provinshuvudstaden Nanchang. Antalet invånare är 16 360. Befolkningen består av 7 822 kvinnor och 8 538 män. Barn under 15 år utgör 23,0 %, vuxna 15-64 år 68 %, och äldre över 65 år 8,0 %.
Runt Shangfu är det tätbefolkat, med 297 invånare per kvadratkilometer. Shangfu är det största samhället i trakten. I omgivningarna runt Shangfu växer i huvudsak blandskog.
Genomsnittlig årsnederbörd är 2 159 millimeter. Den regnigaste månaden är juni, med i genomsnitt 337 mm nederbörd, och den torraste är oktober, med 44 mm nederbörd.